# Las Galletas
Las Galletas är en ort i Spanien.   Den ligger i provinsen Provincia de Santa Cruz de Tenerife och regionen Kanarieöarna, i den sydvästra delen av landet, 1 800 km sydväst om huvudstaden Madrid. Antalet invånare är 300.
Terrängen runt Las Galletas är varierad. Havet är nära Las Galletas söderut.  Närmaste större samhälle är Arona, 11,5 km norr om Las Galletas. 